# Christel Scheja
Christel Scheja (* 19. April 1965 in Solingen) ist eine deutsche Schriftstellerin. Gelegentlich veröffentlicht sie auch unter ihrem Künstlernamen Kris.

## Leben
Sie studierte in Paderborn Informatik und Mathematik, ehe sie zur Datenverarbeitungskauffrau umschulte. Seit 1997 lebt und arbeitet sie wieder in Solingen.
Seit 1978 ist Christel Scheja nicht nur von den phantastischen Genres Fantasy, Science Fiction und Horror fasziniert, sondern beschäftigt sich auch kreativ damit. Im Laufe der Zeit entstanden viele Romane, Novellen und Kurzgeschichten sowie Gedichte, Essays und Artikel, nicht zuletzt auch Illustrationen und Bilder mit phantastischen Motiven. Ein großer Teil davon erschien zunächst in Fanzines und semiprofessionellen Magazinen wie Fantasia (EDFC), Follow (EDFC, Fantasy-Club), Taurus, Luna, Mephisto, Andromeda-Nachrichten (SFCD e. V.) und Äon Intern, später aber auch bei verschiedensten Verlagen.
Mit der Legendensänger-Edition (ISSN 0944-5714) gab Christel Scheja von 1989 bis 2007 ihre eigene Fanzinereihe heraus, von der weit über 150 Ausgaben erschienen sind. Einige Ausgaben widmen sich exklusiv der Shared World Talastan, die von ihr begründet wurde. Von 2005 bis 2010 gab sie zusammen mit Irene Salzmann das Online-Informationsmagazin Rattus Libri heraus, das vorwiegend Rezensionen zu phantastischer Literatur enthält.
Zwischen 1985 und 1995 leistete Christel Scheja ebenfalls einen wesentlichen Beitrag zur Erschaffung und Beschreibung der Fantasywelt Myra.
1995 und 1998 erschienen in der Aventurien-Reihe ihre beiden Romane zur Welt des schwarzen Auges. Mehrere Kurzgeschichten in weiteren Publikationen zu dieser Rollenspielwelt folgten. Sie ist auch Mitautorin der 2010 erschienenen DSA-Regionalbeschreibung Reich des Horas.
Anders als das Schreiben sieht sie das Zeichnen vor allem als Entspannung, obwohl ihre Grafiken sowohl in Rollenspielmagazinen als auch im Internet große Beachtung finden. In den Jahren 2006 bis 2014 erschienen ihre Zeichnungen regelmäßig in der Zeitschrift Elfenschrift. Sie schuf auch die Cover zu Andrea Tillmanns’ Roman Erik im Land der Drachen und zu Tillmanns’ Kurzgeschichtensammlungen Der dritte Armreif und Drachenfeuer.

## Werke

### Romane
- Katzenspuren. Heyne Verlag, 1995.
- Das magische Erbe. Heyne Verlag, 1999.
- Sturmbrecher, zusammen mit Charlotte Engmann. Dead Soft Verlag, Mettingen 2007, ISBN 3-934442-37-4.
- Im Bann der Wilden Jagd, zusammen mit Uta Hesse. Legionarion, 2021, ISBN 978-3-96937-000-1.

### Kurzgeschichten (Auswahl)
- Die Diebe von Rashdul. In: Ulrich Kiesow (Hrsg.): Der Göttergleiche. Heyne Verlag, 1995
- Die Essenz der Liebe. In: Jörg Martin Munsonius (Hrsg.): Pfade ins Phantastische. EDFC Passau, 1996
- Ratte. In: Von Monstern und Menschen. Heyne Verlag, 1998
- Die unvollkommene Tänzerin. In: Gassengeschichten. Heyne Verlag, 2000
- Dämonensaat, Eine sinnverwirrende Nacht und Vorbei. In: Aus der Villa Diodati. dead soft verlag, 2000
- Die Geheimnisse grauer Mäuschen und Das Lied von Liebe und Befreiung. In: Love and other Demons. dead soft verlag, 2001
- Straße zur Sonne und Nach Mitternacht. In: la methode. dead soft verlag, 2003
- Das Lied der Krähe. In: Wellensang. Schreiblust-Verlag Andreas Schröter, 2004
- Der Verfluchte von Tainsborough Manor. In: Wolfgang Hohlbeins Schattenreich 1: Der ewig dunkle Traum. Blitz-Verlag, 2005
- Gebranntmarkt! und Die Wölfin von Dunwold. In: Das Tor nach Ta-Meket. Verlag für Fantasy- und Science-Fiction-Spiele, 2005
- Verwirrende Freundschaft. In: Herrenreiter 2005. dead soft verlag, 2005
- Höllenjob. In: Liberate Me. Eloy Edictions, 2006
- Die Stadt der Träume. In: Die Jenseitsapotheke. EDFC e. V., 2006
- Die richtige Wahl. In: Weltenweber. Lerato-Verlag, 2006
- Ein Traum von dunklen Schwingen. In: Herrenreiter 2006. dead soft verlag, 2006
- Die Macht des Hohen Waldes. In: Im Bann des Nachtwaldes. Lerato-Verlag, 2007
- Das Geheimnis der Ariadne. In: Rettungskreuzer Ikarus. Sonderband 3: Negatives Bevölkerungswachstum. Atlantis-Verlag, 2008
- Nayan die Goldene. In:  Frank G. Gerigk, Petra Hartmann (Hrsg.): Drachen! Drachen! Fiese Essenzen aus dreiundzwanzig Genres. Blitz Verlag, 2012, ISBN 978-3-89840-339-9.
- Was lange im Verborgenen ruht … In: Petra Hartmann, Andrea Tillmanns (Hrsg.): Mit Klinge und Feder. UlrichBurger-Verlag, Homburg/Saar 2013, ISBN 978-3-943378-07-8, S. 89–131.
- Plakataktion. In: Charlotte Engmann (Hrsg.): Spiel mir das Lied vom Untod. Hary-Production, Zweibrücken 2013, S. 178–180; ISSN 1861-6054
- Buchzauber. In: Elfenschrift, 41, März 2014, S. 24–27.
- Der Weg einer Königin. In: Andre Skora, Ingo Schulze, Michael Quay (Hrsg.): Blutroter Stahl. Prometheus-Verlag, 2016.
- Der Mitternachtsstern. In: Michael Schmidt (Hrsg.): Der letzte Turm vor dem Niemandsland (fantasyguide.de). Verlag p. machinery, Murnau am Staffelsee, 2017, ISBN 978-3-95765-104-4.
- Das Geheimnis des Schwertes. In: Michael Schmidt (Hrsg.): Alles eine Frage des Stils (fantasyguide.de). 2020, ISBN 979-8-6332-9174-2.

### Artikel (Auswahl)
- Amazonen und Matriarchate. Teil 1. In: Zauberzeit, Ausgabe 21, 1990
- Amazonen und Matriarchate. Teil 2. In: Zauberzeit, Ausgabe 23, 1990
- Geschöpfe der Nacht und ihre Ursprünge im Volksglauben und Wolfsgedanken sowie Von den Toten die unzerfallen ruh’n. In: Wolfgang Hohlbeins Schattenreich 1: Der ewig dunkle Traum. Blitz-Verlag, 2005
- Mehr als nur Nostalgie? Nachwort zu: Mark Brandis: Pilgrim 2000. Wurdack-Verlag, 2010.
- Das Einhorn in: Elfenschrift 29, März 2011.